# 黄道婆墓
黄道婆墓，位于上海市徐汇区华泾镇东湾村徐梅路700号，是元代女纺织技术家黄道婆的墓葬。该墓由乌泥泾的乡人筹资修建，中华民国时期一度湮没在乱葬岗中，1936年被认出。中华人民共和国成立后，该墓于1957年重修，并于1962年树立墓碑。文化大革命期间，黄道婆墓被夷平。1984年，上海市文物管理委员会重修该墓，后对该墓进行了扩建。1962年和1987年，黄道婆墓先后两次被公布为上海市文物保护单位。

## 历史
黄道婆是元代的女纺织技术家，出生于华亭县东北的乌泥泾。其真实姓名不可考，因其信奉道教且崇拜黄老而被人称为“道婆”。年轻时曾流落崖州，师从当地的黎族人学习棉花种植和纺织技术。回乡后她将自己学会的纺织技术传授给了家乡人，并改良了纺织生产工具。其开创的乌泥泾布带动了上海地区的纺织业发展。黄道婆去世后，当地人筹资为其修建墓葬。
中华民国时期，黄道婆墓所在地已经成为乱葬岗。1936年8月，上海市通志馆的胡怀琛、徐蔚南、胡道静、吴静山等人在乱葬岗中辨认出了墓基偏高的黄道婆墓。中华人民共和国成立后，1956年，黄道婆墓被上海历史与建设博物馆筹备处勘查认定。1957年，上海县人民委员会出资修复了黄道婆墓。1962年，黄道婆墓被列为上海市文物保护单位，同年在墓前树立了由魏文伯题字的汉白玉墓碑，墓葬周围种植了大量绿植。文化大革命期间，黄道婆墓被铲平。1984年，上海市文物管理委员会重修了黄道婆墓，并恢复了1962年所立的汉白玉墓碑。1987年，黄道婆墓被重新被列为上海市文物保护单位。1988年，墓地前修建了一条专用的水泥路，并在路口修建了停车场。1989年该墓进一步扩建至现有规模。1993年，黃道婆紀念館建成。1996年，黄道婆墓被列为徐汇区爱国主义教育基地。

## 结构
黄道婆墓位于徐汇区华泾镇东湾村徐梅路700号，墓葬整体坐北朝南，占地面积750平米。墓的北、东、西三面修筑有白色筒瓦滴水围墙。墓丘呈椭圆形，周围围有高0.5米的大理石护圈。墓丘前立有“元黄道婆墓”的汉白玉墓碑。墓碑前安放有石制长条供桌和石凳。墓台共分两级，表面用青砖漫铺，从第一级墓台南侧安放有上海市文物保护单位标志碑以及黄道婆事迹碑刻，事迹碑刻为原上海县人民委员会所立。碑刻南侧为墓道。墓地周围种植有松柏、黄杨、冬青等绿植。

## 图库

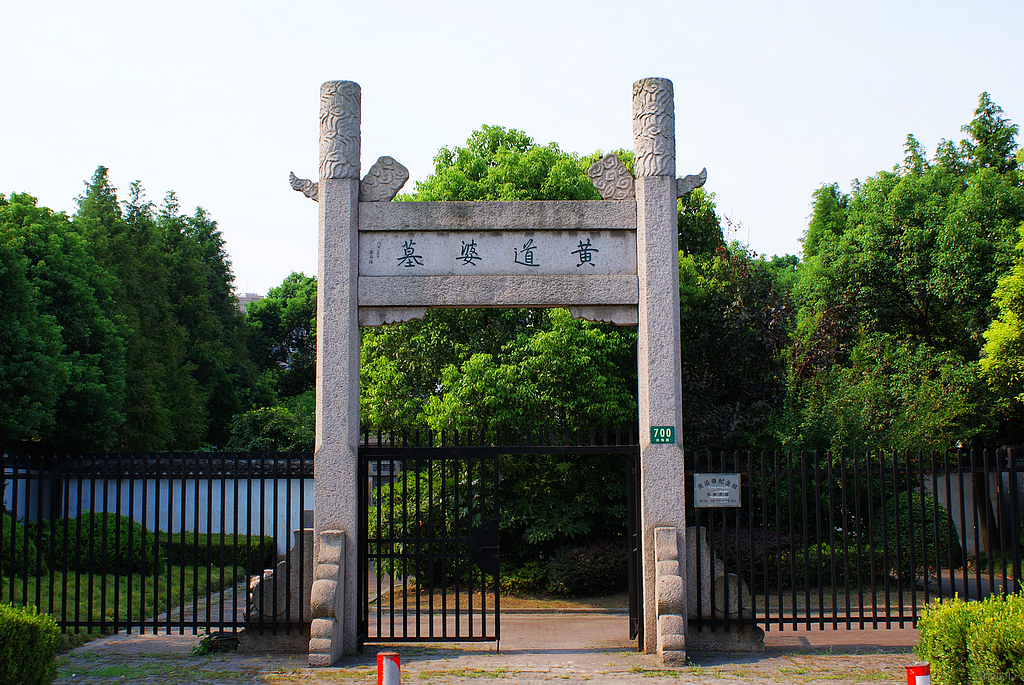
黄道婆墓外景
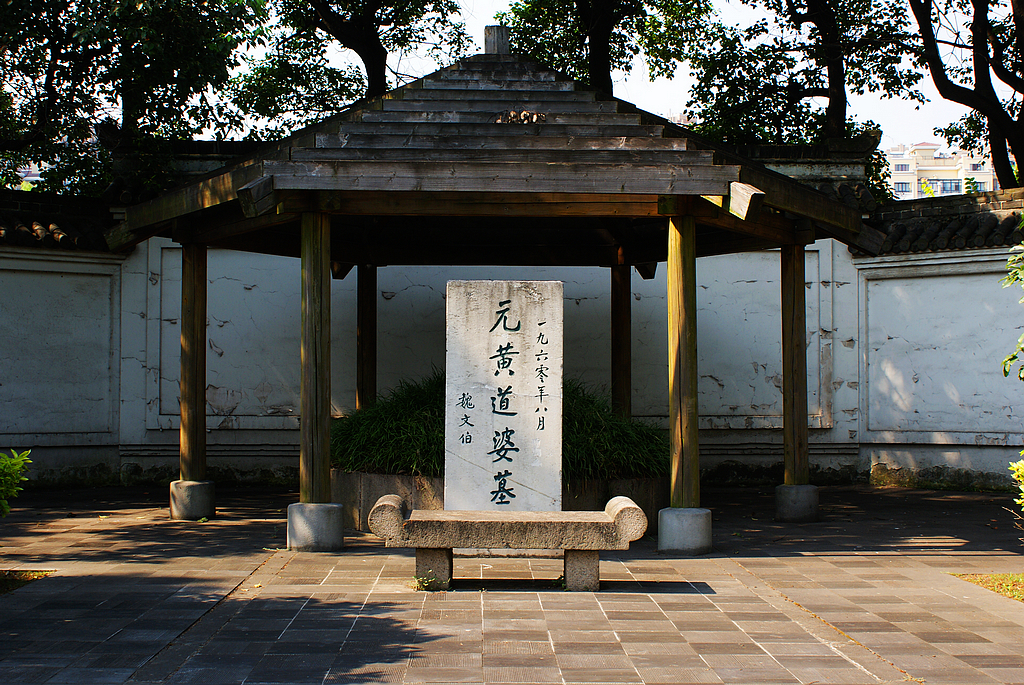
黄道婆墓墓碑
黄道婆墓全景
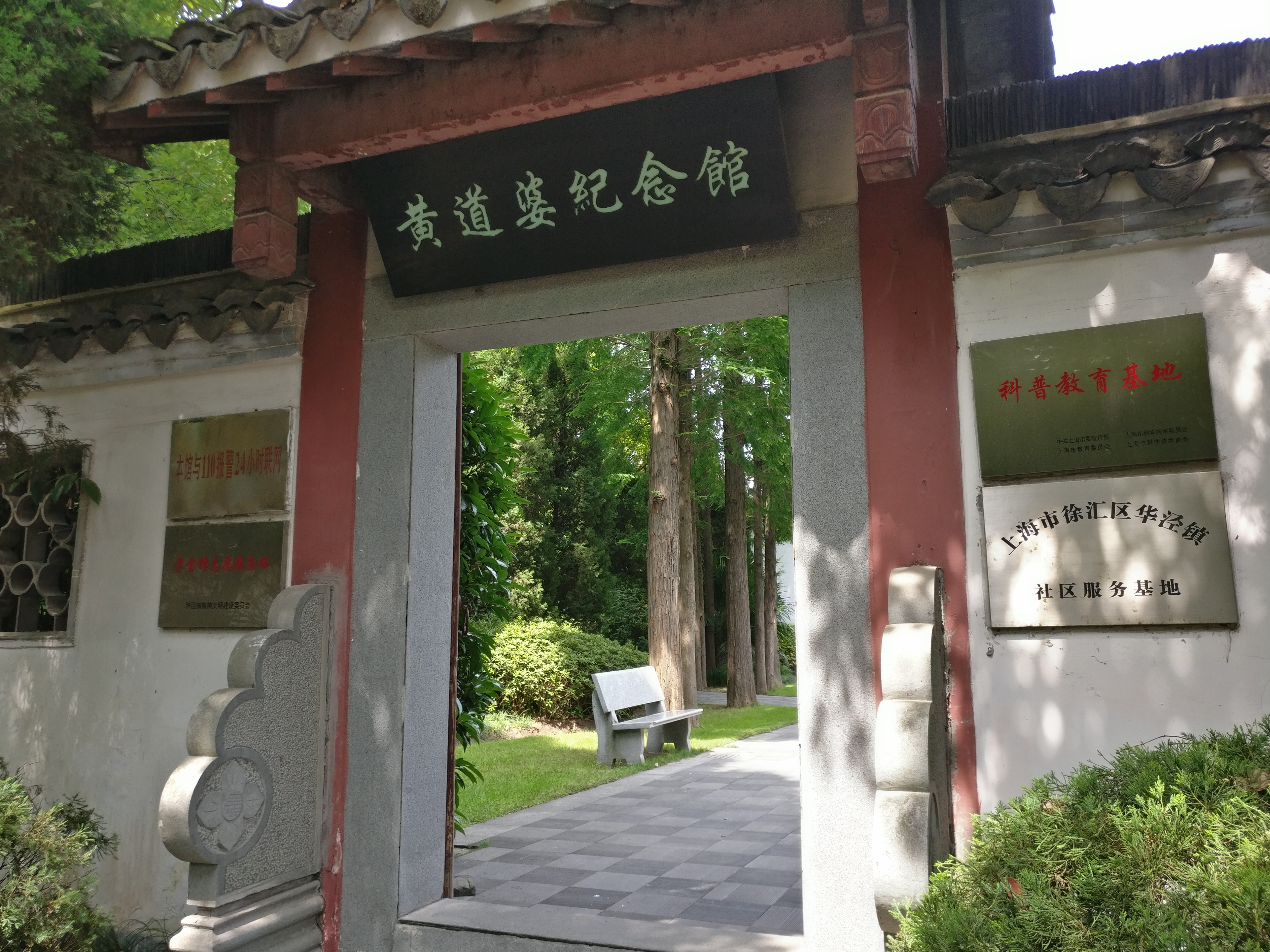
内设的黄道婆纪念馆
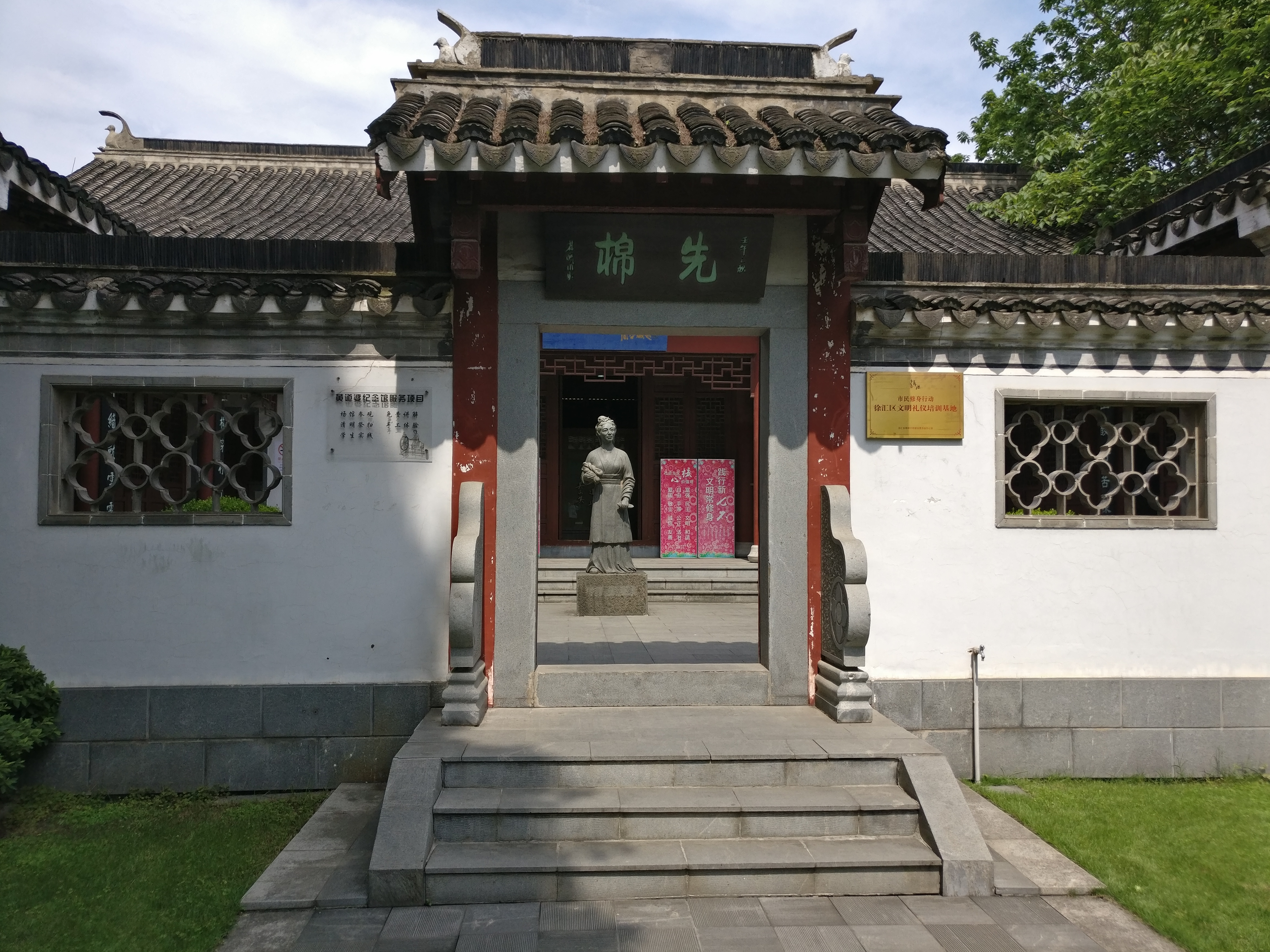
黄道婆纪念馆门内长廊后
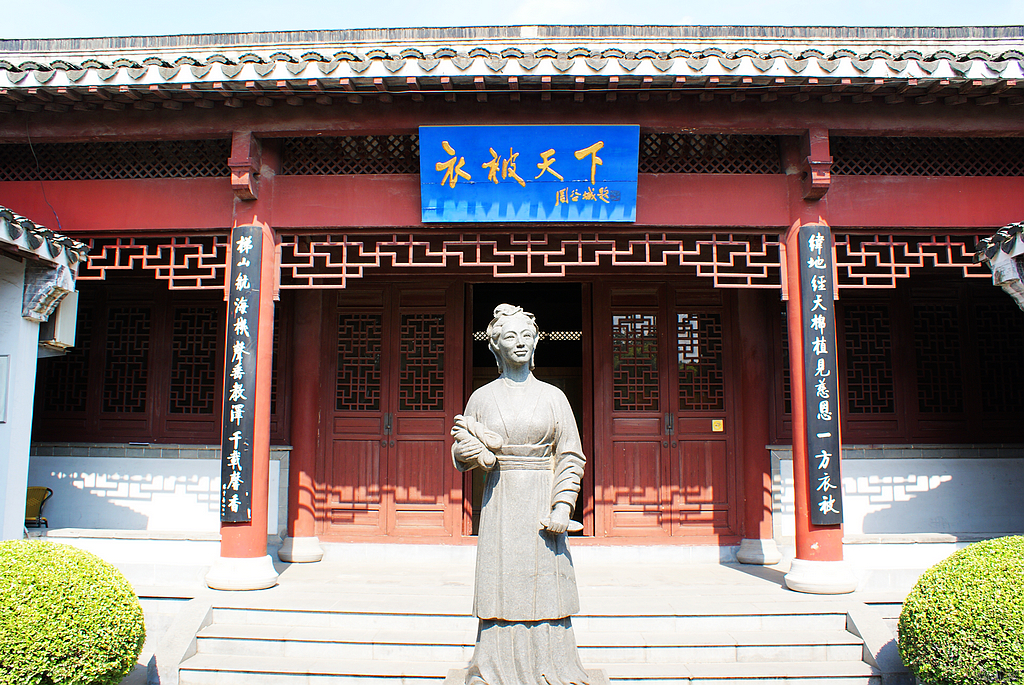
黄道婆纪念馆第二道门内